# Emanoil Hașoti
 
Emanoil Hașoti, menționat uneori Emanuel Hașoti, (n. 14 septembrie 1932, Cavarna, România – d. 3 iulie 1993, Constanța, România) a fost un atacant și antrenor⁠(d) de fotbal român.

## Biografie

### Cariera de club
Emanoil Hașoti s-a născut pe 14 septembrie 1932 în orașul Cavarna din Regatul României, într-o familie de aromâni care [[:|schimb de populație între Bulgaria și România|au fost forțați să părăsească]]⁠(<span title="|schimb de populație între Bulgaria și România la Wikidata">d) orașul în 1940, după Tratatul de la Craiova, prin care România a cedat Regatului Bulgariei regiunea Cadrilater. Familia sa s-a stabilit la Mangalia, unde în 1950, la vârsta de 20 de ani, Emanoil Hașoti a început să joace fotbal la nivel de amatori la clubul local, Recolta. După doi ani însă, mai multe familii, inclusiv familia Hașoti, au primit ordin de strămutare din Mangalia, iar familia Hașoti a hotărât să meargă la Sibiu, însă Emanoil, care era deja fotbalist, a putut totuși să joace câteva luni la Ș.N. Constanța între 1952 și 1953, însă după un an, Sibiul a fost stabilit ca domiciliu obligatoriu pentru familia sa, așa că Hașoti a fost nevoit să plece în acel oraș și să joace fotbal la clubul local Independența. În 1954, decizia de strămutare și domiciliu forțat a fost ridicată, astfel încât familia și rudele lui Emanoil s-au putut întoarce acasă, dar el a rămas la Independența Sibiu până în 1955, când a fost adus de antrenorul Silviu Ploeșteanu la Steagul Roșu Brașov în Divizia B, ajutând echipa să promoveze în Divizia A și debutând în prima divizie pe 25 august 1957 într-o victorie în deplasare cu 4–3 împotriva Locomotivei București. A rămas la Steagul până la sfârșitul carierei sale, momentele culminante ale acestei perioade fiind obținerea locului 2 în sezonul 1959–60 al Diviziei A și câștigarea Cupei Balcanice din 1960–61, în care a jucat toate minutele din toate meciurile. Ultima sa apariție în Divizia A a avut loc pe 8 mai 1966, într-o înfrângere cu 2–0 împotriva lui Farul Constanța, făcându-l să cumuleze astfel un total de 194 de meciuri jucate și 32 de goluri marcate în prima divizie, 11 meciuri și un gol marcat în Cupa Balcanică și 7 meciuri și un gol marcat în Cupa Orașelor Târguri, inclusiv o apariție într-o victorie cu 4–2 împotriva lui Espanyol Barcelona.

### Cariera internațională
Emanoil Hașoti a jucat trei meciuri pentru echipa națională a României, debutând sub conducerea antrenorului Augustin Botescu într-o înfrângere în deplasare cu 2–0 împotriva Cehoslovaciei în preliminariile Cupei Națiunilor Europene din 1960. Celelalte două meciuri ale sale pentru echipa națională au fost două amicale împotriva Turciei, ambele fiind victorii. Hașoti a jucat și două meciuri pentru echipa olimpică a României⁠(d).

### Cariera de antrenor
Emanoil Hașoti și-a început cariera de antrenor la Steagul Roșu Brașov, unde a antrenat echipa de juniori, devenind ulterior, în 1968, antrenor principal al echipei Portul Constanța din Divizia B și trecând ca antrenor secund la Farul Constanța la mijlocul sezonului 1969–70 al Diviziei A, în calitate de asistent lui Robert Cosmoc⁠(d). După doi ani și jumătate ca secund al lui Cosmoc, a devenit antrenor principal în sezonul 1972–73 al Diviziei A, în care clubul a terminat pe locul 8, iar în sezonul următor el a ajutat clubul să termine pe locul 4. A fost antrenorul echipei Farul în mai multe rânduri (1972–1975, 1980–1982, 1987–1988	și 1991), ajutând clubul să obțină două promovări din Divizia B în Divizia A și prilejuind în 1982 debutul lui Gheorghe Hagi în fotbalul profesionist. De asemenea, el a antrenat la centrul de tineret al clubului Farul, iar timp de jumătate de an, în 1987, a fost antrenor la clubul Unirea Slobozia din Divizia B. Emanoil Hașoti a cumulat un total de 196 de meciuri în Divizia A ca antrenor, toate la Farul, constând din 68 de victorii, 46 egaluri și 82 de înfrângeri.

### Moartea
Emanoil Hașoti a murit pe 3 iulie 1993, la vârsta de 60 de ani, în casa sa din Constanța.

## Palmares

### Jucător
FC Brașov
- Locul 2 în Divizia A: 1959–60[5]
- Divizia B: 1956[2]
- Cupa Balcanică: 1960–61[5]

### Antrenor
Farul Constanța
- Divizia B: 1980–81, 1987–88[5]

## Distincții
- Medalia „Meritul Sportiv” clasa I (25 octombrie 1966) „pentru rezultatele deosebite obținute în competițiile sportive internaționale, precum și pentru contribuția valoroasă adusă la dezvoltarea culturii fizice și sportului în țara noastră”[14]